# Thüringer Landesamt für Statistik
Das Thüringer Landesamt für Statistik (TLS) ist eine obere Landesbehörde im Geschäftsbereich des Thüringer Ministeriums für Inneres und Kommunales (TMIK) und ist für die amtliche Statistik im Freistaat Thüringen zuständig.

## Geschichte

### Vorgänger
Die Gründung von statistischen Ämtern ist eng verbunden mit dem Eintritt der thüringischen Einzelstaaten in den Deutschen Zollverein im Jahr 1834 und den durch diesen alle drei Jahre durchgeführten Volkszählungen, die die Grundlage zur Verteilung der Einnahmen des Deutschen Zollvereins bildeten. Dazu führte jeder thüringische Einzelstaat eine eigene Dienststelle ein.
Bei der dritten Versammlung des Internationalen Kongresses für Statistik in Wien im September 1857 wurde von Seiten der kaiserlich österreichischen Regierung die Frage „eines engeren Verbands für die Statistik der deutschen Staaten“ angeregt. Durch diese Frage veranlasst, richtete das herzogliche Ministerium zu Altenburg eine Anfrage an das großherzoglich-weimarische Staatsministerium über die Einrichtung einer Zentralstelle für die Leitung statistischer Erhebungen in den Einzelstaaten. Die Antwort, die auch den anderen thüringischen Regierungen mitgeteilt wurde, fiel positiv aus und es begannen erste Verhandlungen.
Im Sommer 1861 wurde Bruno Hildebrand als Professor für Nationalökonomie und Statistik von Bern nach Jena berufen und mit der Direktion des zu errichtenden statistischen Büros beauftragt. Das Fürstentum Reuß älterer Linie hatte sich bereits wieder aus den Unterhandlungen zurückgezogen. Am 1. Juli 1864 wurde das Statistische Büro vereinigter thüringischer Staaten mit Sitz in Jena gebildet, welches alle Einzelstaaten bis auf das Fürstentum Reuß ä.L. umfasste. 1872 trat das Fürstentum Reuß ä.L. bei, während die Herzogtümer Sachsen-Meiningen (1871) und Sachsen-Coburg und Gotha (1875) austraten und eigene Institutionen gründeten. Nach dem Tod Hildebrands wurde das Büro 1878 nach Weimar verlegt und änderte zum 1. Januar 1913 seine Bezeichnung zu Thüringisches Statistisches Amt.

### Land Thüringen
Im Land Thüringen bildeten das Thüringische Statistische Amt, das Statistische Amt in Meiningen und das Statistische Landesamt in Gotha zum 21. Mai 1921 das Thüringische Statistische Landesamt mit Sitz in Weimar. Die Leitung übernahm der bisherige Leiter der statistischen Abteilung des Wirtschaftsministeriums Johannes Müller. Das Thüringer Landesamt für Statistik sieht sich in der Tradition dieses Thüringischen Statistischen Landesamts.
Das Thüringische Statistische Landesamt wurde zu seiner Gründung dem Ministerium des Innern eingegliedert. Anfangs noch in der allgemeinen Abteilung A geführt, bildete es aber nach einem Beschluss des Staatsministeriums vom 20. Februar 1922 die eigene Abteilung G. Mit Wirkung zum 1. April 1924 wurde es vom Innenministerium getrennt und der Präsidialabteilung des Staatsministeriums eingegliedert.

### Nachkriegszeit und DDR
Durch den Beschluss des Regierungskollegiums des Landes Thüringen vom 12. Juli 1945 wurde das bisherige Thüringische Statistische Landesamt in eine höhere Landesbehörde mit der Bezeichnung Land Thüringen, Statistisches Amt überführt und unterstand direkt dem Präsidenten des Landes Thüringen. Wer die Leitung des Amtes im Herbst 1945 übernahm ist nicht geklärt: Johannes Müller wurde Anfang 1946 von der sowjetischen Militäradministration nach Buchenwald verbracht, Paul Mommer wird in der Novemberausgabe 1946 der Statistischen Praxis als Leiter geführt. Am 1. August 1947 übernahm der Volkswirt und Oberregierungsrat Müßigbrodt die Direktion des Amtes.
Im Zuge der Verwaltungsreform von 1952 und der daraus resultierenden Umstrukturierung hin zu Bezirken wurden die bisher von den Regierungen der Länder wahrgenommenen Aufgaben an die Organe der Bezirke übergeben. Am 1. August nahmen die drei neuen Bezirksämter, später Bezirksstellen genannt, in Erfurt, Gera und Suhl die Arbeit auf und das Statistische Amt hörte am 15. August 1952 auf zu bestehen.

### Nach der Wiedervereinigung
In Deutschland ist die Statistik föderal organisiert, jedes Bundesland besitzt ein eigenes statistisches Landesamt. Am 1. Januar 1992 nahm das Thüringer Landesamt für Statistik seine Arbeit als neu gegründetes Amt auf. Hauptsitz des Landesamtes war in der Leipziger Straße in Erfurt, 1998 erfolgte der Umzug in einen Bürokomplex am Europaplatz in Erfurt.
Leiter des Thüringer Landesamts für Statistik war bis 2003 Gerhard Scheuerer. Im April 2003 übernahm der ehemalige stellvertretende Präsident des Thüringer Landesamtes für Statistik, Günter Krombholz, die Leitung des Amtes. Krombholzs Nachfolger wurde am 1. Mai 2018 der ehemalige thüringische Innenminister Holger Poppenhäger.

## Aufgaben
Die Rechtsgrundlagen des Thüringer Landesamtes für Statistik sind das Bundesstatistikgesetz (BStatG), das Thüringer Statistikgesetz (ThürStatG), sowie das Thüringer Datenschutzgesetz (ThürDSG). Hinzu kommen weitere Gesetze, Verordnungen und Ausführungsbestimmungen für die einzelnen statistischen Erhebungen.
Die allgemeinen Aufgaben des Thüringer Landesamtes für Statistik sind:
- die Durchführung von EU-, Bundes- und Landesstatistiken, sowie die Veröffentlichung ihrer Ergebnisse oder deren Bereitstellung in sonstiger Weise;
- die Aufstellung volkswirtschaftlicher Gesamtrechnungen;
- die Beratung öffentlicher Stellen und, soweit ein öffentliches Interesse besteht, Privater auf dem Gebiet der Statistik;
- sonstige durch Rechtsvorschrift zugewiesene Aufgaben.

Beim Thüringer Landesamt für Statistik werden so ca. 250 EU-, Bundes- und Landesstatistiken bearbeitet und veröffentlicht.

## Struktur
Das Thüringer Landesamt für Statistik wird von einem Präsidenten geleitet. Ihm zugeordnet ist der Präsidialbereich und ein persönlicher Mitarbeiter. Das Thüringer Landesamt für Statistik gliedert sich weiter in vier Abteilungen mit jeweils vier Referaten:
- Abteilung 1: Zentralabteilung, statistikübergreifende Gesamtrechnungen/-analysen
  - Referat 11: Personal, Recht, Haushalt
  - Referat 12: Innerer Dienst, Beschaffung
  - Referat 13: Bereichsübergreifende Analysen, Statistikportal, Regionalstatistik, Veröffentlichungen, Bibliothek
  - Referat 14: Gesamtrechnungen, Arbeitsmarkt, Außenhandel
- Abteilung 2: Wirtschaft, Staat, Umwelt
  - Referat 21: Produzierendes Gewerbe, Bautätigkeit, Energie, Handwerk, Indizes, Umwelt
  - Referat 22: Preise, Verdienste, Arbeitskosten
  - Referat 23: Handel, Gastgewerbe, Beherbergungen, Verkehr, Dienstleistungen, Unternehmensregister, Verwaltungsdatenverwendung
  - Referat 24: Öffentliche Finanzen, Personal im öffentlichen Dienst
- Abteilung 3: Bevölkerung, Haushalte, Bildung, Soziales, Steuern und Ländlicher Raum
  - Referat 31: Bevölkerungs- und Haushaltsstatistiken
  - Referat 32: Bildung, Kultur, Gesundheits- und Sozialwesen
  - Referat 33: Steuern, Gewerbeanzeigen, Insolvenzen, Rechtspflege
  - Referat 34: Ländlicher Raum, Ernährung und Agrarstruktur
- Abteilung 4: Informationstechnologie, Zentrale Verzeichnisse, Zensus
  - Referat 41: IT-Anwendungsentwicklung und Datenbanksysteme
  - Referat 42: IT-Infrastruktur, Grafik-, Geo- und Onlinedienste
  - Referat 43: IT-Produktion und Datenhaltung (ZPD), Verfahrensbetreuung, IT-Sicherheit, IT-Strategie
  - Referat 44: Zentrale Verzeichnisse, Adressregister, Zensus

Ebenfalls befindet sich im Thüringer Landesamt für Statistik das Büro des Landeswahlleiters, da der Präsident des Thüringer Landesamtes für Statistik bisher immer zum Landeswahlleiter berufen wurde (Personalunion).
Hauptsitz des Thüringer Landesamtes für Statistik ist die Landeshauptstadt Erfurt (Europaplatz 3). Daneben existieren zwei weitere Standorte: die Dienststelle Suhl (Fröhliche-Mann-Straße 3b) ist für die Statistiken des Produzierenden Gewerbes, der Umwelt und der Öffentlichen Finanzen zuständig, während in der Dienststelle Gera (Berliner Straße 147) die Statistiken für die sozialen Bereiche und die Landwirtschaft durchgeführt werden. Alle anderen Fachbereiche sowie die Zentralabteilung, der Auskunfts- und Beratungsdienst, die Pressestelle, die Fachbibliothek und die IT-Abteilung befinden sich in Erfurt.

## Veröffentlichungen
Die Ergebnisse der durchgeführten amtlichen Erhebungen werden in verschiedensten Publikationen und Formen zur Verfügung gestellt. Zu den größeren zusammenfassenden Veröffentlichungen zählen bzw. zählten:
- Statistisches Jahrbuch Thüringen, jährlich, seit 1991
- Statistische Monatshefte Thüringen, monatlich, seit 1994
- Kreiszahlen für Thüringen, jährlich, seit 1995
- Statistischer Jahresbericht Thüringen, jährlich, seit 1996
- Statistische Maßzahlen zur Wirtschaft in Thüringen, jährlich, 1998 bis 2002
- Gemeindezahlen für Thüringen, zweijährig, seit 1998
- Thüringen-Atlas, jährlich, seit 1999
- Thüringer Kreise im Vergleich, jährlich, seit 2005